# Gana sangha
Gaṇasangha (Sanskrit: गणसङ्घ) hoặc Gaṇarājya (Sanskrit: गणराज्य) là một dạng chính thể tập quyền hoặc cộng hòa cổ đại trong thời kỳ Mahajanapada ở phía Đông Ấn Độ cổ đại. Mô hình phổ biến của dạng chính thể này có thể là thị tộc đơn nhất (như tiểu quốc Shakya) hoặc liên minh thị tộc (như tiểu quốc Koli). Chính thể này rất thịnh hành ở các tiểu quốc tương ứng với các vị trí gần biên giới Ấn Độ ngày nay.